# 만인만색 역사공작단
만인만색 역사공작단은 역사학을 주제로 방송하는 한국어 팟캐스트이다. 2016년 4월 16일에 첫 에피소드를 시작하여 현재까지 방송하고 있다. 2015년 한국사 교과서 국정화 논란 당시 조직되었던 만인만색 연구자 네트워크 소속의 연구자들이 역사학의 대중화를 표방하며 시작하였다.

## 특징
방송의 목표는 역사학의 대중화이며, 2016년 4월 16일 〈국정교과서 비긴즈〉로 첫 방송을 시작했다. 패널과 게스트들은 대부분 닉네임으로 활동하며, 본인들의 전공이나 연구, 관심사를 소재로 방송을 진행한다. 팟캐스트의 주된 소재는 한국사 전반이나, 역사 소재의 영화나 드라마, 소설 등 대중문화 비평이나 세계사를 소재로 방송하는 경우도 있다.
방송의 내용 일부를 책으로 엮은 《만인만색 역사공작단》이 서해문집에서 2021년 1월 10일에 출간되었다.

## 주요 기획 코너
- 팟캐스트
- 커피내리는서재
- 문제적연구자
- 인:싸